# Giải của Hiệp hội phê bình phim khu vực vịnh San Francisco cho Nữ diễn viên chính xuất sắc nhất
Giải của Hiệp hội phê bình phim khu vực vịnh San Francisco cho Nữ diễn viên chính xuất sắc nhất (tên tiếng Anh: San Francisco Bay Area Film Critics Circle Award for Best Actress) là giải thưởng được trao tặng bởi Hiệp hội phê bình phim khu vực vịnh San Francisco nhằm vinh danh những nữ điễn viên có màn trình diễn xuất sắc trong vai trò diễn viên chính.

## Người đoạt giải

### Thập niên 2000
| Năm  | Người đoạt giải                           | Tên phim                                  | Vai diễn                                  |
| ---- | ----------------------------------------- | ----------------------------------------- | ----------------------------------------- |
| 2000 | Giải thưởng được bắt đầu trao từ năm 2002 | Giải thưởng được bắt đầu trao từ năm 2002 | Giải thưởng được bắt đầu trao từ năm 2002 |
| 2001 | Giải thưởng được bắt đầu trao từ năm 2002 | Giải thưởng được bắt đầu trao từ năm 2002 | Giải thưởng được bắt đầu trao từ năm 2002 |
| 2002 | Isabelle Huppert                          | Người dạy đàn (La pianiste)               | Erika Kohut                               |
| 2003 | Charlize Theron                           | Quái vật                                  | Aileen Wuornos                            |
| 2004 | Julie Delpy                               | Trước lúc hoàng hôn                       | Céline                                    |
| 2005 | Reese Witherspoon                         | Walk the Line                             | June Carter Cash                          |
| 2006 | Helen Mirren                              | Nữ hoàng                                  | Nữ hoàng Elizabeth II                     |
| 2007 | Julie Christie                            | Away from Her                             | Fiona Anderson                            |
| 2008 | Sally Hawkins                             | Yêu đời lên bạn nhé                       | Pauline "Poppy" Cross                     |
| 2009 | Meryl Streep                              | Julie và Julia                            | Julia Child                               |

### Thập niên 2010
| Năm  | Người đoạt giải   | Tên phim          | Vai diễn                   |
| ---- | ----------------- | ----------------- | -------------------------- |
| 2010 | Michelle Williams | Lễ tình nhân xanh | Cindy Heller               |
| 2011 | Tilda Swinton     | Cậu bé Kevin      | Eva Khatchadourian         |
| 2012 | Emmanuelle Riva   | Amour             | Anne Laurent               |
| 2013 | Cate Blanchett    | Hoa nhài xanh     | Jeanette "Jasmine" Francis |
| 2014 | Julianne Moore    | Vẫn là Alice      | Tiến sĩ Alice Howland      |
| 2015 | Saoirse Ronan     | Brooklyn          | Eilis Lacey                |
| 2016 | Isabelle Huppert  | Nàng              | Michèle Leblanc            |
| 2017 | Margot Robbie     | I, Tonya          | Tonya Harding              |
| 2018 | Melissa McCarthy  | Kẻ giả mạo        | Lee Israel                 |
| 2019 | Lupita Nyong'o    | Chúng ta          | Adelaide Wilson / Red      |

### Thập niên 2020
| Năm  | Người đoạt giải   | Tên phim      | Vai diễn      |
| ---- | ----------------- | ------------- | ------------- |
| 2020 | Frances McDormand | Nomadland     | Fern          |
| 2021 | Chờ trao giải     | Chờ trao giải | Chờ trao giải |
| 2022 | Chờ trao giải     | Chờ trao giải | Chờ trao giải |
| 2023 | Chờ trao giải     | Chờ trao giải | Chờ trao giải |
| 2024 | Chờ trao giải     | Chờ trao giải | Chờ trao giải |
| 2025 | Chờ trao giải     | Chờ trao giải | Chờ trao giải |
| 2026 | Chờ trao giải     | Chờ trao giải | Chờ trao giải |
| 2027 | Chờ trao giải     | Chờ trao giải | Chờ trao giải |
| 2028 | Chờ trao giải     | Chờ trao giải | Chờ trao giải |
| 2029 | Chờ trao giải     | Chờ trao giải | Chờ trao giải |